# Амбатундразака
Амбатундразака (малаг. Ambatondrazaka) — город на Мадагаскаре, центр района Алаутра-Мангуру в провинции Туамасина. Население — 47 857 чел. (по оценке 2010 года). В 2005 году население составляло 39 762 чел.
Город расположен в глубине страны, на южном берегу озера Алаутра — крупнейшего озера Мадагаскара.
В городе есть аэропорт.
В Амбатундразаке доступно только начальное образование. Город расположен в сельскохозяйственном регионе, где выращиваются рис, арахис и кукуруза.